# إرين أيدين
إرين أيدين (بالتركية: Eren Aydın)‏ (16 يناير 1982 ببيكوز في تركيا - ) هو لاعب كرة قدم تركي في مركز الدفاع. لعب مع بولو سبور وسيفاسبور وعثمانلي سبور وغنتشلربيرليغي ومانيساسبور ومعمورة العزيز سبور ونادي إسطنبول باشاكشهر وأيوب سبور وملطية سبور وTuranspor ‏ وبطمان بترول سبور.

## وصلات خارجية
- إرين أيدين على موقع اتحاد تركيا (لاعب) (الإنجليزية)
- إرين أيدين على موقع قاعدة بيانات كرة القدم.إي يو (الإنجليزية)
- إرين أيدين على موقع Soccerway.com (الإنجليزية)
- إرين أيدين على موقع عالم كرة القدم.نت (الإنجليزية)